# Oxycarenus modestus
Oxycarenus modestus – gatunek pluskwiaka z podrzędu różnoskrzydłych i rodziny skupieńcowatych. 

## Taksonomia
Gatunek ten został opisany po raz pierwszy w 1829 roku przez Carla Fredrika Falléna pod nazwą Lygaeus modestus. W 1849 roku Carl Henrik Boheman przeniósł go do rodzaju Pachymerus, a w 1851 Anders Gustaf Dahlbom do rodzaju Stenogaster. W rodzaju Oxycarenus sklasyfikował go w 1860 roku Gustav Flor. W podrodzaju Pseudoxycarenus umieścili go w 1997 Miguel Costas, M.A. Vázquez i Tomás López.

## Morfologia
Pluskwiak o ciele długości od 3,1 do 4 mm, przy czym samce są przeciętnie mniejsze od samic. Głowa ma barwę czerwonawobrązową, przedplecze jest brązowe z ciemniejszą przepaską poprzeczną w przedniej połowie, a tarczka ciemnobrązowa – powierzchnia wszystkich tych części ciała jest w całości punktowana. Półpokrywy mają bladożółtą przykrywkę z ciemnymi pasami i lekko wypukłą krawędzią tylną. Międzykrywka jest brązowa z wyblakłą częścią dosiebną i czarną częścią odsiebną. Ciemna z rozjaśnioną nasadą zakrywka nie przekracza długością przykrywki. Czułki mają człon pierwszy czerwonawy lub czarny, człon drugi brązowy u nasady i czarny u wierzchołka, człon trzeci czarny ze zbrązowiałą nasadą, a człon czwarty jednolicie czarny. Czarna kłujka przekracza wysokość bioder tylnej pary odnóży. Przednia para odnóży ma uda uzbrojone w kolce.

## Biologia i ekologia

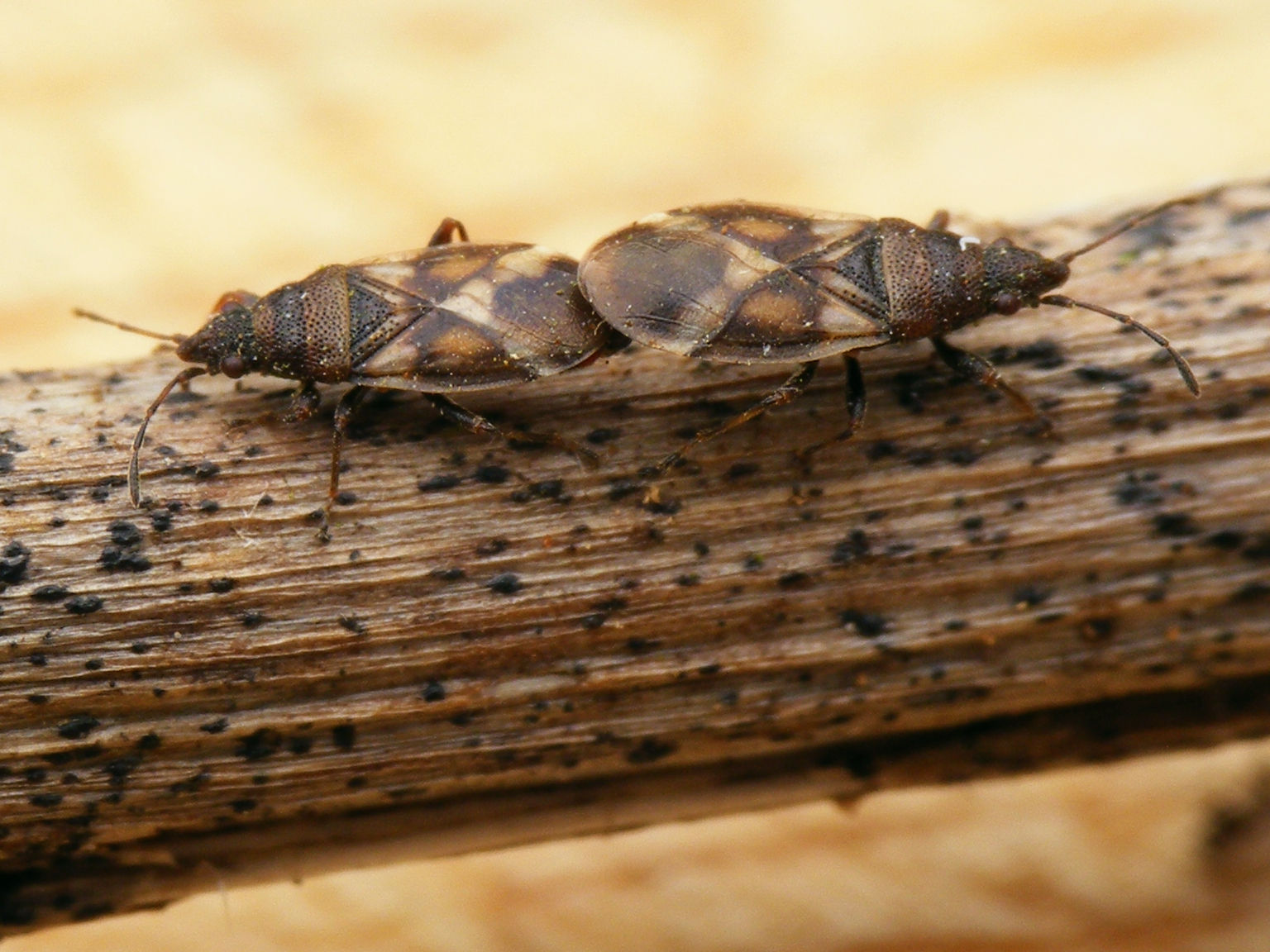
Kopulacja

Owad ten jest fitofagiem ssącym soki roślin z rodziny brzozowatych. W środkowoeuropejskich warunkach klimatycznych jego roślinami żywicielskimi są przede wszystkim olsze, w tym olsza czarna i olsza szara. Sporadycznie obserwuje się żerowanie na brzozach.
Imagines odbywają zimowanie w otwartych, starych, zdrewniałych, szyszkowatych owocostanach olsz, w szczelinach ich kory oraz w ściółce nieopodal drzew żywicielskich. Rozmnażają się od kwietnia do czerwca. Samice składają jaja w szyszkowatych owocostanach. Larwy (nimfy) widuje się od maja do września. Pierwsze osobniki dorosłe nowego pokolenia pojawiają się w lipcu.

## Rozprzestrzenienie
Gatunek palearktyczny, głównie europejski. Wykazany został z Hiszpanii, Francji, Belgii, Luksemburga, Holandii, Niemiec, Austrii, Szwajcarii, Włoch, Norwegii, Szwecji, Finlandii, Estonii, Łotwy, Litwy, Polski, Białorusi, Ukrainy, Czech, Słowacji, Węgier, Słowenii, Bośni i Hercegowiny, Serbii, Czarnogóry, Macedonii Północnej, Rumunii, Mołdawii, Bułgarii, Turcji, Krymu i Rosji, gdzie sięga na wschód po Kaukaz i obwód astrachański.
W Polsce stwierdzany jest od XIX wieku i jest jedynym przedstawicielem rodzaju zaliczanym do fauny rodzimej. Występuje głównie w południowej i środkowej części kraju, na północ sięgając po Pojezierze Gnieźnieńskie.